# Vanderbilt (Michigan)
Vanderbilt è un villaggio degli Stati Uniti d'America, situato nello Stato del Michigan, nella contea di Otsego.